# Marcelo Delgado
Marcelo Alejandro Delgado (Capitán Bermúdez, Província de Santa Fé, 24 de Março de 1973 ) é um ex-jogador de futebol argentino, que atualmente é treinador de futebol.

## Carreira
Apelidado de El Chelo, ele jogou por clubes como Rosario Central, Racing Club, Boca Juniors e no mexicano Cruz Azul. Ele integrou o Boca Juniors na campanha vitoriosa da Libertadores da América de 2001 e 2003.

## Seleção
Pela seleção argentina, Delgado jogou nos jogos olímpicos de 96 e na Copa do Mundo de 1998.

## Títulos
Boca Juniors
- Primera Division Argentina: Apertura 2003, Apertura 2005, Clausura 2006
- Taça Libertadores da América: 2000, 2001 e 2003
- Copa Intercontinental: 2000, 2003
- Copa Sul-Americana: 2005
- Recopa Sudamericana: 2005